# Catalogo delle opere antiche del Museo nazionale romano di Palazzo Altemps
A seguire l'elenco delle opere antiche conservate presso il Palazzo Altemps, una delle quattro sedi del Museo Nazionale Romano.

## Elenco delle opere
| Immagine | Titolo                                                                                      | Collezione                       | Datazione                                                                               | Dimensioni                                | Tecnica e supporto                   | Numero d'inventario | Note                                                                                   |
| -------- | ------------------------------------------------------------------------------------------- | -------------------------------- | --------------------------------------------------------------------------------------- | ----------------------------------------- | ------------------------------------ | ------------------- | -------------------------------------------------------------------------------------- |
|          | Ritratto di Lucio Vero su busto rinascimentale                                              | Acquisita nel 2001               | 160 (testa); fine del XVI secolo (busto)                                                | 37 cm (testa), 77 cm (busto) 23 cm (base) | marmo bianco e marmo giallo di Siena | 463202              |                                                                                        |
|          | Statua di Menade                                                                            | Altemps                          | ?                                                                                       | 256 cm                                    | marmo                                | 427226              | Testa antica ma non pertinente                                                         |
|          | Statua di Ercole (o Eracle)                                                                 | Altemps                          | copia romana del II-III secolo di un originale ellenistico                              | 235 cm                                    | marmo                                | 427227              |                                                                                        |
|          | Atleta in riposo                                                                            | Altemps                          | copia romana del II secolo da originale greco                                           | 234 cm                                    | marmo                                | 427223              | Torso e testa fortemente lavorati                                                      |
|          | Statua di Demetra o Cerere                                                                  | Altemps                          | copia romana di un originale greco del V secolo a.C.                                    | 258 cm                                    | marmo                                | 427229              |                                                                                        |
|          | Erma                                                                                        | Altemps                          | ?                                                                                       | 172 cm                                    | marmo                                | 427224              |                                                                                        |
|          | Erma                                                                                        | Altemps                          | copia romana di un originale greco del V secolo a.C.                                    | 172 cm                                    | marmo                                | 427228              |                                                                                        |
|          | Sarcofago con eroti-stagioni                                                                | Altemps                          | seconda metà del II secolo - fine III secolo                                            | 35 x 103 cm                               | marmo lunense                        | 427225              |                                                                                        |
|          | Figura femminile panneggiata                                                                | Mattei                           | seconda metà del I secolo                                                               | 185 cm                                    | marmo                                | 420804              |                                                                                        |
|          | Ara di Lucius Cornelius Terentianus                                                         | Mattei                           | I secolo                                                                                | 100 x 60 x 40 cm                          | marmo lunense                        | 420813              |                                                                                        |
|          | Ara di Quintus Vibius Trophimus                                                             | Mattei                           | 175-200                                                                                 | 105 x 58 x 40 cm                          | marmo lunense                        | 420811              |                                                                                        |
|          | Figura femminile panneggiata                                                                | Mattei                           | seconda metà del I secolo                                                               | 185 cm                                    | marmo lunense                        | 420806              |                                                                                        |
|          | Ara di Caius Iulius Priscus                                                                 | Mattei                           | I secolo                                                                                | 130 x 90 x 60 cm                          | marmo lunense                        | 420812              |                                                                                        |
|          | Statua togata                                                                               | Mattei                           | fine del I secolo a.C.                                                                  | 180                                       | marmo                                | 420807              |                                                                                        |
|          | Ara anepigrafe                                                                              | Mattei                           | fine del I secolo - inizio del II secolo                                                | 117 x 80 x 67 cm                          | marmo proconnesio                    | 420815              |                                                                                        |
|          | Ara di Numisia Nice                                                                         | Mattei                           | fine del I secolo                                                                       | 105 x 57 x 40 cm                          | marmo lunense                        | 420810              |                                                                                        |
|          | Statua di ermafrodito                                                                       | Mattei                           | seconda metà del II secolo                                                              | 145 cm                                    | marmo                                | 420805              | In età moderna utilizzata come fontana da un foro ricavato nella metà del corpo        |
|          | Ara di Tiberius Iulius Primio                                                               | Mattei                           | 15-30                                                                                   | 80 x 45 x 51 cm                           | marmo                                | 420808              | Fortemente restaurata                                                                  |
|          | Statua di Antonino Pio                                                                      | Boncompagni Ludovisi             | metà del II secolo                                                                      | 225 cm                                    | marmo pentelico                      | 8653                |                                                                                        |
|          | Busto di Demetra                                                                            | Boncompagni Ludovisi             | prima metà del II secolo                                                                | 97 cm                                     | marmo                                | 8596                |                                                                                        |
|          | Busto di Plutone                                                                            | Boncompagni Ludovisi             | copia romana imperiale di un originale greco di scuola fidiaca (V secolo a.C.)          | 61 cm                                     | marmo bianco e nero                  | 8584                |                                                                                        |
|          | Testa di Zeus o Giove                                                                       | Boncompagni Ludovisi             | copia romana del II secolo di un originale greco del V secolo a.C.                      | 57 cm                                     | marmo, alabastro grigio              | 8635                | Sono presenti tracce di colore rosso sulla barba e nei capelli e azzurro nelle pupille |
|          | Busto di Giulio Cesare                                                                      | Boncompagni Ludovisi             | replica romana del XVI secolo                                                           | 64 cm                                     | bronzo, calcare rosso                | 8632                |                                                                                        |
|          | Busto di Giulia                                                                             | Boncompagni Ludovisi             | 80                                                                                      | 86 cm                                     | marmo, colofonia                     | 8638                |                                                                                        |
|          | Busto di Matidia                                                                            | Boncompagni Ludovisi             | dopo il 119                                                                             | 121 cm                                    | marmo bianco e portasanta            | 8568                |                                                                                        |
|          | Busto di Aristotele                                                                         | Boncompagni Ludovisi             | prima metà del II secolo                                                                | 64 cm                                     | marmo, alabastro cotognino           | 8575                |                                                                                        |
|          | Ritratto barbato                                                                            | Boncompagni Ludovisi             | 200-230                                                                                 | 63 cm                                     | marmo lunense                        | 8610                |                                                                                        |
|          | Busto di principe                                                                           | Boncompagni Ludovisi             | prima metà del I secolo                                                                 | 61 cm                                     | marmo                                | 8636                |                                                                                        |
|          | Busto di Demostene                                                                          | Boncompagni Ludovisi             | II secolo                                                                               | 85 cm                                     | marmo                                | 8581                |                                                                                        |
|          | Busto di Marco Aurelio                                                                      | Boncompagni Ludovisi             | prima metà del IV secolo (busto), XVII secolo (testa)                                   | 121 cm                                    | bronzo (testa), porfido (busto)      | 8592                |                                                                                        |
|          | Busto di Antinoo                                                                            | Boncompagni Ludovisi             | II secolo, XVIII secolo                                                                 | 81 cm                                     | marmo lunense e di Carrara           | 8620                | Sono considerati antichi soltanto il busto e parte della testa                         |
|          | Erma di discobolo                                                                           | Boncompagni Ludovisi             | II secolo a.C. - I secolo d.C.                                                          | 195 cm                                    | marmo pentelico                      | 8639                |                                                                                        |
|          | Erma di Ermes                                                                               | Boncompagni Ludovisi             | II secolo a.C. - I secolo d.C.                                                          | 166 cm                                    | marmo pentelico                      | 8643                |                                                                                        |
|          | Apollo citaredo                                                                             | Boncompagni Ludovisi             | copia romana della prima metà del II secolo di un originale ellenistico                 | 193 cm                                    | marmo                                | 8594                |                                                                                        |
|          | Erma di Ercole                                                                              | Boncompagni Ludovisi             | II secolo a.C. - I secolo d.C.                                                          | 197 cm                                    | marmo pentelico                      | 8611                |                                                                                        |
|          | Erma di Atena                                                                               | Boncompagni Ludovisi             | II secolo a.C. - I secolo d.C.                                                          | 177 cm                                    | marmo pentelico                      | 8621                |                                                                                        |
|          | Erma di Dioniso                                                                             | Boncompagni Ludovisi             | II secolo a.C. - I secolo d.C.                                                          | 173 cm                                    | marmo pentelico                      | 8617                |                                                                                        |
|          | Apollo citaredo                                                                             | Boncompagni Ludovisi             | prima metà del II secolo                                                                | 182 cm                                    | marmo                                | 8590                | Testa antica ma non pertinente. Fortemente restaurata                                  |
|          | Erma di Teseo                                                                               | Boncompagni Ludovisi             | copia romana di un originale greco del V secolo a.C.                                    | 196 cm                                    | marmo pentelico                      | 8627                |                                                                                        |
|          | Vaso decorativo                                                                             | Boncompagni Ludovisi             | epoche diverse                                                                          | 98 cm                                     | marmo                                | 8616                |                                                                                        |
|          | Labrum                                                                                      | Boncompagni Ludovisi             | tarda età imperiale                                                                     | 148 cm                                    | marmo verde rana e di Carrara        | 8655                |                                                                                        |
|          | Statua di Demetra                                                                           | Boncompagni Ludovisi             | II secolo                                                                               | 213 cm                                    | marmo                                | 8646                |                                                                                        |
|          | Busto di Afrodite                                                                           | Boncompagni Ludovisi             | II secolo                                                                               | 50 cm                                     | marmo                                | 8586                |                                                                                        |
|          | Venere o Afrodite cnidia                                                                    | Boncompagni Ludovisi             | copia romana di un originale di Prassitele (364 - 361 a.C.)                             | 222 cm                                    | marmo                                | 8619                |                                                                                        |
|          | Statua di Minerva/Atena con serpente                                                        | Boncompagni Ludovisi             | copia romana di un originale greco del V secolo a.C.                                    | 251 cm                                    | marmo                                | 8626                | Fortemente restaurata                                                                  |
|          | Atena Parthenos                                                                             | Boncompagni Ludovisi             | seconda metà del I secolo a.C.                                                          | 237 cm                                    | marmo pentelico                      | 8622                |                                                                                        |
|          | Fronte di sarcofago con le fatiche di Ercole                                                | Boncompagni Ludovisi             | 240-250                                                                                 | 74 x 219 cm                               | marmo lunense                        | 8642                | Sono presenti tracce di doratura a foglia d'oro                                        |
|          | Statuetta di musa                                                                           | Boncompagni Ludovisi             | I secolo                                                                                | 94 cm                                     | marmo                                | 8591                | Testa antica ma non pertinente                                                         |
|          | Statuetta di musa                                                                           | Boncompagni Ludovisi             | II secolo                                                                               | 93 cm                                     | marmo                                | 8593                |                                                                                        |
|          | Sarcofago dionisiaco                                                                        | Boncompagni Ludovisi             | 190-220                                                                                 | 62 x 211 x 69 cm                          | marmo                                | 8566                | Ha subito gli effetti corrosivi del suo adattamento a fontana                          |
|          | Busto togato con ritratto                                                                   | Boncompagni Ludovisi             | metà del III secolo                                                                     | 71 cm                                     | marmo                                | 124497              |                                                                                        |
|          | Statua di menade                                                                            | Acquisita nel 1997               | metà del I secolo a.C.                                                                  | 124 cm                                    | marmo pario e pentelico              | 427220              | Testa antica ma non pertinente. Fortemente restaurata                                  |
|          | Torso di Polifemo                                                                           | Altemps                          | I-II secolo                                                                             | 110 cm                                    | marmo                                | 396715              |                                                                                        |
|          | Rilievo con figura di Ulisse                                                                | Acquisita nel 1985               | II-I secolo a.C.                                                                        | 32,5 x 26,5 cm                            | marmo pentelico                      | 425392              |                                                                                        |
|          | Bacco o Dioniso Ludovisi                                                                    | Boncompagni Ludovisi             | 160-180                                                                                 | 264,5 cm                                  | vari tipi di marmo                   | 8606                | Fortemente restaurata                                                                  |
|          | Rilievo funerario                                                                           | Mattei                           | II secolo                                                                               | 55 x 101 cm                               | marmo                                | 80715               |                                                                                        |
|          | Rilievo funerario di Anteros e Myrsine                                                      | Mattei                           | fine del I secolo a.C.                                                                  | 53 x 86 cm                                | marmo lunense                        | 80714               |                                                                                        |
|          | Kline funeraria di Lucius Iulius Athenaeus                                                  | Boncompagni Ludovisi             | metà del I secolo                                                                       | 38 x 133 cm                               | marmo lunense                        | 174                 |                                                                                        |
|          | Base onoraria a Vettius Agorius Praetextatus                                                | Mattei                           | 1 febbraio 387                                                                          | 141 x 80 x 65 cm                          | marmo grigio                         | 80733               |                                                                                        |
|          | Statua di Dioniso                                                                           | Mattei                           | 170-190                                                                                 | 210 cm                                    | marmo lunense                        | 420802              |                                                                                        |
|          | Ara di Titus Manius Clementianus                                                            | Mattei                           | seconda metà del I secolo                                                               | 78 x 50 x 50 cm                           | marmo lunense                        | 420814              |                                                                                        |
|          | Figura femminile panneggiata                                                                | Mattei                           | fine del II secolo a.C.                                                                 | 190 cm                                    | marmo                                | 420803              |                                                                                        |
|          | Base onoraria                                                                               | Mattei                           | fine del IV secolo                                                                      | 75 x 110 x 50 cm                          | marmo docimeno                       | 420809              |                                                                                        |
|          | Kline con coppia di defunti                                                                 | Boncompagni Ludovisi             | prima metà del III secolo                                                               | 70 x 232 cm                               | marmo proconnesio                    | 963                 |                                                                                        |
|          | Rilievo funerario                                                                           | Mattei                           | 40-30 a.C.                                                                              | 61 x 146 x 25 cm                          | marmo lunense                        | 80728               |                                                                                        |
|          | Statua colossale di Dace                                                                    | Mattei                           | I secolo                                                                                | 230 cm                                    | marmo giallo e nero                  | 124482              |                                                                                        |
|          | Base di statua di Naeratius Cerealis                                                        | Mattei                           | IV secolo                                                                               | 125 x 68 x 50 cm                          | marmo                                | ?                   |                                                                                        |
|          | Base di statua di Lucius Aradius Valerius Proculus                                          | Mattei                           | IV secolo                                                                               | 147 x 100 x 78 cm                         | marmo grigio                         | ?                   |                                                                                        |
|          | Statua femminile panneggiata                                                                | Altemps                          | inizio del II secolo, III secolo (rimaneggiamenti)                                      | 204 cm                                    | marmo                                | 396711              |                                                                                        |
|          | Statua di Esculapio (o Asclepio)                                                            | Altemps                          | copia romana della seconda metà del II secolo di un originale ellenistico               | 204 cm                                    | marmo                                | 369713              | Testa antica ma non pertinente                                                         |
|          | Statua femminile panneggiata                                                                | Altemps                          | copia romana di un originale greco del V secolo a.C.                                    | 152 cm                                    | marmo                                | 396712              | Testa antica ma non pertinente                                                         |
|          | Ritratto di Adriano                                                                         | Altemps                          | II secolo                                                                               | 30 cm                                     | marmo lunense                        | 396714              |                                                                                        |
|          | Stele funeraria con raffigurazione di loutrophoros                                          | Acquisita nel 1949               | prima metà del IV secolo a.C.                                                           | 151 cm                                    | marmo pentelico                      | 125589              |                                                                                        |
|          | Statua di togato                                                                            | Ludovisi                         | prima metà del I secolo                                                                 | 225 cm                                    | vari tipi di marmo                   | 8637                |                                                                                        |
|          | Busto di Anacreonte                                                                         | Altemps                          | copia romana di un originale greco del V secolo a.C.                                    | 32 cm                                     | marmo                                | 427222              |                                                                                        |
|          | Busto di Vitellio                                                                           | Altemps                          | replica romana del XVI secolo                                                           | 66 cm                                     | marmo di Carrara                     | 474221              |                                                                                        |
|          | Statua di peplophoros                                                                       | Boncompagni Ludovisi             | I-II secolo                                                                             | 190 cm                                    | marmo tasio                          | 8577                |                                                                                        |
|          | Statua femminile panneggiata                                                                | Boncompagni Ludovisi             | I secolo a.C. - IV secolo                                                               | 189 cm                                    | marmo                                | 8614                |                                                                                        |
|          | Rilievo con figure di divinità                                                              | Del Drago Albani                 | II secolo                                                                               | 61 x 139 cm                               | marmo pentelico                      | 381002              |                                                                                        |
|          | Sarcofago con scene mitologiche di Marte e Venere                                           | Del Drago Albani                 | II secolo                                                                               | 55 x 160 x 11 cm                          | marmo                                | 381000              |                                                                                        |
|          | Rilievo di sarcofago con scena di Nova nupta                                                | Del Drago Albani                 | 150-170                                                                                 | 47 x 72 x 11 cm                           | marmo pentelico e italico            | 380999              | In età moderna è stata adattata come fontana                                           |
|          | Rilievo con banchetto funebre                                                               | Del Drago Albani                 | inizi del IV secolo a.C.                                                                | 48 x 76 x 5,5 cm                          | marmo                                | 381001              |                                                                                        |
|          | Rilievo con Dioscuri e corteo di adoranti                                                   | Brancaccio                       | inizi del IV secolo a.C.                                                                | 62 x 151 x 14 cm                          | marmo                                | 182595              |                                                                                        |
|          | Venere o Afrodite accovacciata                                                              | Jandolo                          | copia romana di un originale bronzeo di Doidalsa del III secolo a.C.                    | 97 cm                                     | marmo                                | 380998              |                                                                                        |
|          | Statua di Ercole (o Eracle)                                                                 | Ludovisi                         | copia romana del II secolo di un originale bronzeo di Lisippo                           | 152 cm                                    | marmo                                | 8573                |                                                                                        |
|          | Statua di Asclepio                                                                          | Boncompagni Ludovisi             | II secolo                                                                               | 186 cm                                    | marmo                                | 8645                |                                                                                        |
|          | Torso di satiro                                                                             | Boncompagni Ludovisi             | II secolo                                                                               | 53 cm                                     | marmo grigio, colofonia              | 8578                | Fortemente restaurata                                                                  |
|          | Urna                                                                                        | Boncompagni Ludovisi             | fine del I secolo                                                                       | 30 x 48 x 42 cm                           | marmo lunense                        | 8578 bis            |                                                                                        |
|          | Ara funeraria con iscrizione del cardinale Giuliano Cesarini                                | Boncompagni Ludovisi             | metà del I secolo                                                                       | 78 x 63 x 54 cm                           | marmo lunense                        | 8578 ter            | Iscrizione moderna                                                                     |
|          | Statua di Ermes                                                                             | Boncompagni Ludovisi             | I secolo                                                                                | 154 cm                                    | marmo                                | 8583                |                                                                                        |
|          | Ermes Loghios o Mercurio Oratore                                                            | Boncompagni Ludovisi             | copia romana di fine del I secolo - inizi del II secolo da originale greco              | 143 cm                                    | marmo pentelico                      | 8624                |                                                                                        |
|          | Marte o Ares Ludovisi                                                                       | Boncompagni Ludovisi             | II secolo a.C.                                                                          | 158 cm                                    | marmo pentelico e di Carrara         | 8602                |                                                                                        |
|          | Gruppo con Teti seduta su un trono e piccolo tritone                                        | Acquisita nel 1941               | II secolo a.C.                                                                          | 149 cm                                    | marmo tasio                          | 121987              |                                                                                        |
|          | Oreste ed Elettra                                                                           | Boncompagni Ludovisi             | inizi del I secolo                                                                      | 199 cm                                    | marmo                                | 8604                |                                                                                        |
|          | Statua di guerriero seduto                                                                  | Boncompagni Ludovisi             | ?                                                                                       | 103 cm                                    | marmo pentelico e pario              | 8603                | Testa antica, ma non pertinente                                                        |
|          | Acrolito Ludovisi                                                                           | Boncompagni Ludovisi             | 480-470 a.C.                                                                            | 83 cm                                     | marmo                                | 8598                |                                                                                        |
|          | Trono Ludovisi                                                                              | Boncompagni Ludovisi             | 460-450 a.C.                                                                            | 94 x 144 x 72 cm                          | marmo tasio                          | 8570                |                                                                                        |
|          | Era Ludovisi                                                                                | Boncompagni Ludovisi             | I secolo                                                                                | 115 cm                                    | marmo                                | 8631                |                                                                                        |
|          | Testa di Eracle                                                                             | Boncompagni Ludovisi             | I secolo                                                                                | 77 cm                                     | marmo                                | 8605                |                                                                                        |
|          | Testa di Giunone o Era                                                                      | Boncompagni Ludovisi             | copia romana (II secolo a.C. - II secolo d.C.) di un originale greco (V-IV secolo a.C.) | 69 cm                                     | marmo lunense                        | 8600                |                                                                                        |
|          | Sarcofago di Fedra                                                                          | Boncompagni Ludovisi             | fine del II secolo - inizi del III secolo                                               | 119 cm                                    | marmo proconnesio                    | 8644                |                                                                                        |
|          | Frammento di rilievo di sarcofago con giudizio di Paride                                    | Boncompagni Ludovisi             | II secolo                                                                               | 127 x 230 x 23 cm                         | marmo proconnesio                    | 8563                |                                                                                        |
|          | Busto di Igea                                                                               | Boncompagni Ludovisi             | II secolo                                                                               | 113 cm                                    | marmo pentelico                      | 8588                |                                                                                        |
|          | Busto colossale di Atena, detta Attis                                                       | Boncompagni Ludovisi             | II secolo                                                                               | 103 cm                                    | marmo                                | 8585                |                                                                                        |
|          | Bassorilievo con maschera                                                                   | Boncompagni Ludovisi             | II secolo                                                                               | 114 x 82 cm                               | marmo rosso antico                   | 8572                |                                                                                        |
|          | Base cilindrica con danzatrici                                                              | Boncompagni Ludovisi             | I secolo a.C. - I secolo d.C.                                                           | 72 x 62 (diametro) cm                     | marmo lunense                        | 8620 bis            |                                                                                        |
|          | Ritratto virile                                                                             | Boncompagni Ludovisi             | 260-268                                                                                 | 71 cm                                     | marmo lunense e di Carrara           | 8609                |                                                                                        |
|          | Ritratto virile                                                                             | Boncompagni Ludovisi             | prima metà del III secolo                                                               | 66 cm                                     | marmo                                | 8652                |                                                                                        |
|          | Busto di Geta                                                                               | Boncompagni Ludovisi             | 209-211                                                                                 | 66 cm                                     | marmo lunense                        | 8634                |                                                                                        |
|          | Busto di Lucio Vero                                                                         | Boncompagni Ludovisi             | 160-165                                                                                 | 66 cm                                     | marmo greco                          | 8628                |                                                                                        |
|          | Busto di Menandro                                                                           | Boncompagni Ludovisi             | II secolo                                                                               | 73 cm                                     | marmo lunense                        | 8630                |                                                                                        |
|          | Busto di Marco Aurelio                                                                      | Boncompagni Ludovisi             | ? (rilavorazione nel XVII secolo)                                                       | 71 cm                                     | marmo lunense                        | 8625                |                                                                                        |
|          | Busto di Adriano                                                                            | Boncompagni Ludovisi             | 123-128                                                                                 | 62 cm                                     | marmo lunense                        | 8618                |                                                                                        |
|          | Busto del cosiddetto Nerva                                                                  | Boncompagni Ludovisi             | II secolo                                                                               | 71 cm                                     | marmo lunense                        | 8613                |                                                                                        |
|          | Busto di Tiberio                                                                            | Boncompagni Ludovisi             | replica romana di età moderna                                                           | 84 c,                                     | marmo lunense                        | 8615                |                                                                                        |
|          | Busto di Antonino Pio                                                                       | Boncompagni Ludovisi             | II secolo (rilavorazione tra il XVI ed il XVII secolo)                                  | 67 cm                                     | marmo                                | 8582                | Fortemente restaurata                                                                  |
|          | Busto di Commodo                                                                            | Boncompagni Ludovisi             | II secolo                                                                               | 70 cm                                     | marmo                                | 8629                |                                                                                        |
|          | Busto di Settimio Severo                                                                    | Boncompagni Ludovisi             | 200-202                                                                                 | 71 cm                                     | marmo                                | 8623                | Fortemente restaurata                                                                  |
|          | Ara funeraria                                                                               | Boncompagni Ludovisi             | seconda metà del I secolo                                                               | 109 x 75 x 51 cm                          | marmo lunense                        | 8587 bis            |                                                                                        |
|          | Base di statua                                                                              | Boncompagni Ludovisi             | 107                                                                                     | 106 x 46 x 30 cm                          | marmo lunense                        | 8636 bis            |                                                                                        |
|          | Ara di Lucius Pinnius Clesus                                                                | Boncompagni Ludovisi             | seconda metà del I secolo                                                               | 108 x 65 x 41 cm                          | marmo lunense                        | 8599 bis            |                                                                                        |
|          | Ara con bucrani e ghirlande                                                                 | Boncompagni Ludovisi             | ?                                                                                       | 64 x 46 x 42 cm                           | marmo                                | 8589 bis            |                                                                                        |
|          | Furia addormentata o Erinni Ludovisi                                                        | Boncompagni Ludovisi             | II secolo                                                                               | 54 cm                                     | marmo lunense                        | 8650                |                                                                                        |
|          | Sarcofago colossale con scene di battaglia tra Romani e barbari, cosiddetto Grande Ludovisi | Boncompagni Ludovisi             | metà del III secolo                                                                     | 155 x 273 x 137 cm                        | marmo proconnesio                    | 8574                |                                                                                        |
|          | Rilievo con testa di Marte elmata                                                           | Boncompagni Ludovisi             |                                                                                         | 134 cm                                    | marmo                                | 8654                |                                                                                        |
|          | Galata suicida                                                                              | Boncompagni Ludovisi             | I secolo a.C.                                                                           | 216 cm                                    | marmo                                | 8608                |                                                                                        |
|          | Vasca                                                                                       | Altemps                          | II secolo                                                                               | 40 x 220 x 102 cm                         | marmo giallo                         | ?                   |                                                                                        |
|          | Frammento di rilievo storico                                                                | Boncompagni Ludovisi             | fine del II secolo                                                                      | 93 x 104 x 15 cm                          | marmo lunense                        | 8640                |                                                                                        |
|          | Rilievo funerario di cavaliere                                                              | Boncompagni Ludovisi             | fine del II secolo                                                                      | 139 x 174 x 31 cm                         | marmo                                | 8612                |                                                                                        |
|          | Statua di togato seduto                                                                     | Boncompagni Ludovisi             | II secolo (corpo), I secolo (testa)                                                     | 171 cm                                    | marmo                                | 8641                | Testa antica, ma non pertinente                                                        |
|          | Ara funeraria di Iulia Heuresis                                                             | Boncompagni Ludovisi             | fine del I secolo                                                                       | 109 x 55 x 46 cm                          | marmo lunense                        | 8638 bis            |                                                                                        |
|          | Sarcofago con scene di battaglia tra Romani e barbari, cosiddetto Piccolo Ludovisi          | Boncompagni Ludovisi             | 175-180                                                                                 | 66 x 248 x 97 cm                          | marmo                                | 8569                |                                                                                        |
|          | Statua di Calliope                                                                          | Boncompagni Ludovisi             | II secolo                                                                               | 121 cm                                    | marmo                                | 8580                |                                                                                        |
|          | Statua di Urania                                                                            | Boncompagni Ludovisi             | I secolo                                                                                | 135 cm                                    | marmo                                | 8579                |                                                                                        |
|          | Statua di dadoforo                                                                          | Boncompagni Ludovisi             | III secolo a.C., XVII secolo                                                            | 226 cm                                    | marmo                                | 8601                | Fortemente restaurata                                                                  |
|          | Gruppo di Pan e Dafni                                                                       | Boncompagni Ludovisi             | copia romana di un originale di Eliodoro del 100 a.C.                                   | 146 cm                                    | marmo                                | 8571                |                                                                                        |
|          | Gruppo con satiro e ninfa                                                                   | Boncompagni Ludovisi             | copia romana di un originale greco del II secolo a.C.                                   | 125 cm                                    | marmo                                | 8576                |                                                                                        |
|          | Afrodite accovacciata con delfino                                                           | Boncompagni Ludovisi             | inizi del II secolo                                                                     | 121 cm                                    | marmo tasio                          | 8564                |                                                                                        |
|          | Amore e Psiche                                                                              | Boncompagni Ludovisi             | varie datazioni (frammenti), 1621-1624 (composizione)                                   | 142 cm                                    | marmo                                | 8567                |                                                                                        |
|          | Busto di Afrodite                                                                           | Boncompagni Ludovisi             | fine del II secolo                                                                      | 68 cm                                     | vari tipi di marmo, alabastro        | 8651                |                                                                                        |
|          | Fanciullo che strozza l'oca                                                                 | Boncompagni Ludovisi             | copia romana di II secolo da originale greco                                            | 92 cm                                     | marmo lunense                        | 8565 bis            |                                                                                        |
|          | Statua di Afrodite                                                                          | Boncompagni Ludovisi             | I secolo a.C.                                                                           | 100 cm                                    | marmo                                | 8565                |                                                                                        |
|          | Colonnina tortile                                                                           | Boncompagni Ludovisi             | fine del I secolo                                                                       | 126 cm                                    | marmo lunense                        | 8595                |                                                                                        |
|          | Ara funeraria di Cecilius Gorgonius                                                         | Boncompagni Ludovisi             | III secolo                                                                              | 62 cm                                     | marmo lunense                        | 8585 bis            |                                                                                        |
|          | Statua di Bacco (o Dioniso) con pantera                                                     | Boncompagni Ludovisi             | I secolo (corpo), II secolo (testa). Copia romana di originale greco di Prassitele.     | 231 cm                                    | marmo                                | 8649                | Testa antica, ma non pertinente                                                        |
|          | Frammento di sarcofago con il mito di Giasone e Medea                                       | Boncompagni Ludovisi             | seconda metà del II secolo                                                              | 67 x 61 x 11 cm                           | marmo lunense                        | 8647                |                                                                                        |
|          | Frammento di sarcofago con scena di dextrarum iunctio                                       | Boncompagni Ludovisi             | seconda metà del II secolo                                                              | 67 x 63 x 12 cm                           | marmo lunense                        | 8648                |                                                                                        |
|          | Statua di Dioniso                                                                           | Boncompagni Ludovisi             | replica romana del XVII secolo                                                          | 170 cm                                    | marmo di Carrara                     | 8587                |                                                                                        |
|          | Statua del satiro versante                                                                  | Boncompagni Ludovisi             | seconda metà del II secolo                                                              | 165 cm                                    | marmo                                | 8597                |                                                                                        |
|          | Colonna tortile                                                                             | Boncompagni Ludovisi             | ?                                                                                       | 177 cm                                    | marmo di Settebasi                   | 8589                |                                                                                        |
|          | Busto del faraone Amenemhet III                                                             | Boncompagni Ludovisi             | XIX secolo a.C.                                                                         | 95 cm                                     | granito grigio                       | 8607                |                                                                                        |
|          | Statua di torello Api                                                                       | Brancaccio                       | II secolo a.C.                                                                          | 110 cm                                    | granodiorite nera                    | 182594              |                                                                                        |
|          | Statua di faraone                                                                           | Acquisita nel 1908-1909          | II secolo (incerta)                                                                     | 130 cm                                    | diorite                              | 60921               |                                                                                        |
|          | Statuetta acefala di Iside                                                                  | ?                                | II secolo                                                                               | 47 cm                                     | marmo lunense                        | 4235                |                                                                                        |
|          | Frammento di lastra con scena isiaca                                                        | Acquisita nel 1919               | 100                                                                                     | 50 x 111 x 6 cm                           | marmo lunense                        | 77255               |                                                                                        |
|          | Statuetta di sacerdotessa isiaca                                                            | ?                                | II secolo                                                                               | 66,5 cm                                   | marmo lunense                        | 128073              |                                                                                        |
|          | Base di statua colossale                                                                    | ?                                | III secolo a.C.                                                                         | 43 x 53 x 106 cm                          | diorite                              | 72255               |                                                                                        |
|          | Sfinge acefala                                                                              | Acquisita nel 1987               | III secolo a.C.                                                                         | 118 x 43 cm                               | granito nero                         | 362622              |                                                                                        |
|          | Testa virile                                                                                | Acquisita nel 1930               | fine del IV secolo a.C.                                                                 | 27 cm                                     | granito grigio                       | 112108              |                                                                                        |
|          | Rilievo templare                                                                            | Acquisita nel 1895               | IV secolo a.C.                                                                          | 129 x 157 x 48 cm                         | granito rosso                        | 52045               |                                                                                        |
|          | Torso virile                                                                                | Acquisita nel 1987               | II secolo a.C.                                                                          | 81,5 cm                                   | basalto                              | 362623              |                                                                                        |
|          | Frammento di leone                                                                          | Acquisita nel 1987               | IV secolo a.C.                                                                          | 92 x 55 cm                                | granito                              | 362624              |                                                                                        |
|          | Statua di Iside Demetra                                                                     | ?                                | prima metà del II secolo                                                                | 151 cm                                    | marmo                                | 126074              |                                                                                        |
|          | Statua di Iside                                                                             | ?                                | metà del II secolo                                                                      | 176 cm                                    | marmo                                | 126380              |                                                                                        |
|          | Busto di Serapide                                                                           | ?                                | metà del II secolo                                                                      | 28 cm                                     | alabastro                            | 4275                |                                                                                        |
|          | Busto di Serapide                                                                           | ?                                | fine del II secolo - inizi del III secolo                                               | 24,5 cm                                   | marmo rosso                          | 65187               |                                                                                        |
|          | Diade di Nerone                                                                             | Cassis                           | I secolo                                                                                | 134 cm                                    | granito rosa                         | 129270              |                                                                                        |
|          | Busto di Settimio Severo                                                                    | Acquisita nel 1997               | inizi del III secolo                                                                    | 100 cm                                    | marmo                                | 193                 |                                                                                        |
|          | Statua acefala di Serapide in trono                                                         | ?                                | II secolo                                                                               | 84 cm                                     | marmo lunense                        | 2004536             |                                                                                        |
|          | Rilievo frammentario egittizzante                                                           | ?                                | I secolo                                                                                | 63 x 67 cm                                | marmo lunense                        | 106548              |                                                                                        |
|          | Testa di Iside Demetra                                                                      | Cappelli                         | fine del II secolo                                                                      | 55 cm                                     | marmo                                | 75065               |                                                                                        |
|          | Testa di sacerdote isiaco                                                                   | ?                                | seconda metà del I secolo a.C.                                                          | 25,5 cm                                   | marmo lunense                        | 49599               |                                                                                        |
|          | Testa di sacerdote isiaco                                                                   | Acquisita dal mercato antiquario | prima metà del III secolo                                                               | 24,5 cm                                   | marmo                                | 212                 |                                                                                        |
|          | Testina di fanciullo isiaco                                                                 | Acquisita nel 1872-1873          | inizi del III secolo                                                                    | 18 cm                                     | marmo lunense                        | 4192                |                                                                                        |
|          | Ara a Zeus Hadad                                                                            | ?                                | fine del II secolo                                                                      | 55 x 30 x 24 cm                           | marmo lunense                        | 52144               |                                                                                        |
|          | Statua di Giove Serapide seduto                                                             | Acquisita nel 1908-1909          | IV secolo                                                                               | 65 cm                                     | marmo                                | 60922               |                                                                                        |
|          | Statua di Osiride Chronocrator                                                              | Sciarra                          | fine del II secolo                                                                      | 157 cm                                    | marmo lunense                        | 58206               | Base non pertinente                                                                    |
|          | Statua di Dioniso                                                                           | Acquisita nel 1908               | I-II secolo                                                                             | 144 cm                                    | marmo lunense                        | 60920               |                                                                                        |
|          | Base di candelabro                                                                          | Acquisita nel 1908-1909          | I secolo a.C. - I secolo                                                                | 35 cm                                     | marmo lunense                        | 60923               |                                                                                        |
|          | Testa di filosofo                                                                           | Mattei                           | ?, XVI-XVII secolo (rilavorazione)                                                      | 38 cm                                     | marmo                                | 80721               |                                                                                        |
|          | Capitello composito figurato                                                                | Mattei                           | IV secolo                                                                               | 80 x 67 cm                                | marmo                                | 80713               |                                                                                        |
|          | Frammento di coperchio di sarcofago cristiano con scena dell'Epifania                       | Mattei                           | seconda metà del IV secolo                                                              | 42 x 150 x 15 cm                          | marmo                                | 80717               |                                                                                        |
|          | Ritratto virile                                                                             | Mattei                           | I-ii secolo, XVII (rilavorazione)                                                       | 71 cm                                     | marmo                                | 80729               |                                                                                        |
|          | Ritratto virile                                                                             | Mattei                           | II secolo                                                                               | 38 cm                                     | marmo                                | 80727               |                                                                                        |
|          | Ritratto di Vespasiano                                                                      | Mattei                           | ?                                                                                       | 32 cm                                     | marmo                                | 80723               |                                                                                        |
|          | Ritratto virile                                                                             | Mattei                           | ?                                                                                       | 64 cm                                     | marmo                                | 124466              |                                                                                        |
|          | Erma                                                                                        | Mattei                           | fine del I secolo a.C.                                                                  | 92,5 cm                                   | marmo                                | 80731               |                                                                                        |
|          | Testa di Doriforo                                                                           | Mattei                           | seconda metà del I secolo                                                               | 30 cm                                     | marmo                                | 80719               |                                                                                        |
|          | Frammento di rilievo con trofeo                                                             | Mattei                           | seconda metà del II secolo                                                              | 28 x 29 x 3,5 cm                          | marmo                                | 80716               |                                                                                        |
|          | Testa di Armodio                                                                            | Mattei                           | II secolo                                                                               | 24 cm                                     | marmo                                | 80722               |                                                                                        |
|          | Ritratto femminile                                                                          | Mattei                           | I secolo                                                                                | 26 cm                                     | marmo                                | 80725               |                                                                                        |
|          | Testa femminile                                                                             | Mattei                           | ?, seconda metà del XVII secolo (rilavorazione)                                         | 28 cm                                     | marmo                                | 80724               |                                                                                        |
|          | Sarcofago con il mito delle origini di Roma                                                 | Mattei                           | 170-180                                                                                 | 62 x 234 x 18 cm                          | marmo                                | 80712               |                                                                                        |